# Fața
Fața falu Romániában, Erdélyben, Fehér megyében.

## Fekvése
Fehérvölgy közelében fekvő település.

## Története
Faţa korábban Fehérvölgy része volt, 1956 körül külön vált 220 lakossal. 1966-ban 302, 1977-ben 303, 1992-ben 318, 2002-ben 262 román lakosa volt.